# حي عقل باغريب (حضرموت)
حي عقل باغريب هو أحد أحياء مديرية الشحر في محافظة حضرموت اليمنية. يبلغ تعداد سكانه 3575 نسمة حسب التعداد السكاني في اليمن لعام 2004.